# اسب تیره (ترانه کیتی پری)
«اسب تیره» (به انگلیسی: Dark Horse) ترانه‌ای از کیتی پری، خوانندهٔ آمریکایی به همراه رپر جوسی جی است. این ترانه در چهارمین آلبوم پری به نام منشور (۲۰۱۴) قرار دارد. این ترانه ابتدا در ۱۷ سپتامبر ۲۰۱۳ به عنوان نخستین تک‌آهنگ تبلیغاتی آلبوم منتشر شد و در ۱۷ دسامبر ۲۰۱۴ توسط کپیتال به عنوان سومین تک‌آهنگ از آلبوم منتشر شد. «اسب تیره» در جایگاه نخست جدول بیلبورد هات ۱۰۰ ایالات متحده قرار گرفت. تا آگوست سال ۲۰۲۰، این ترانه ۶٫۴ میلیون نسخه در ایالات متحده فروخته‌است و ۱۱ گواهی‌نامه پلاتین از انجمن صنعت ضبط موسیقی ایالات متحده آمریکا (RIAA) دریافت کرده‌است.
این ترانه در اصل در سپتامبر ۲۰۱۳ تهیه شده بود ولی سه ماه بعد به عنوان سومین تک‌آهنگ از آلبوم منشور انتخاب شد. پری این ترانه را همراه با دوست خود سارا هادسون در شهر مادری خود سنتا باربارا نوشتند و بعد از آن در ورژن بعدی ترانه، با صدای رپر آمریکایی جوسی جی میکس شد. این ترانه ۱۳٫۲ میلیون واحد فروخته‌است (فروش ترکیبی و استریم معادل ترانه) و دومین ترانه پرفروش در سراسر جهان برای سال ۲۰۱۴ است. از سال ۲۰۱۹، این ترانه یکی از بهترین ترانه به فروش رفته در تاریخ دیجیتال است.

## اجراهای زنده
این آهنگ برای اولین بار در فستیوال موسیقی آی هارت ریدیو در وگاس و همراه با «غرش» یکی از تک‌آهنگ‌های او از آلبوم «منشور» اجرا شد. اجراهای بعدی این آهنگ در گرمی سال ۲۰۱۴ به همراه جوسی جی و در مسابقات بیلبورد ۲۰۱۴ بودند.
این آهنگ در ست لیست تور منشوری کیتی قرار دارد و در بی‌بی‌سی وان فستیوال هم همراه با آهنگ‌های دیگر اجرا شد.

## موزیک ویدیو

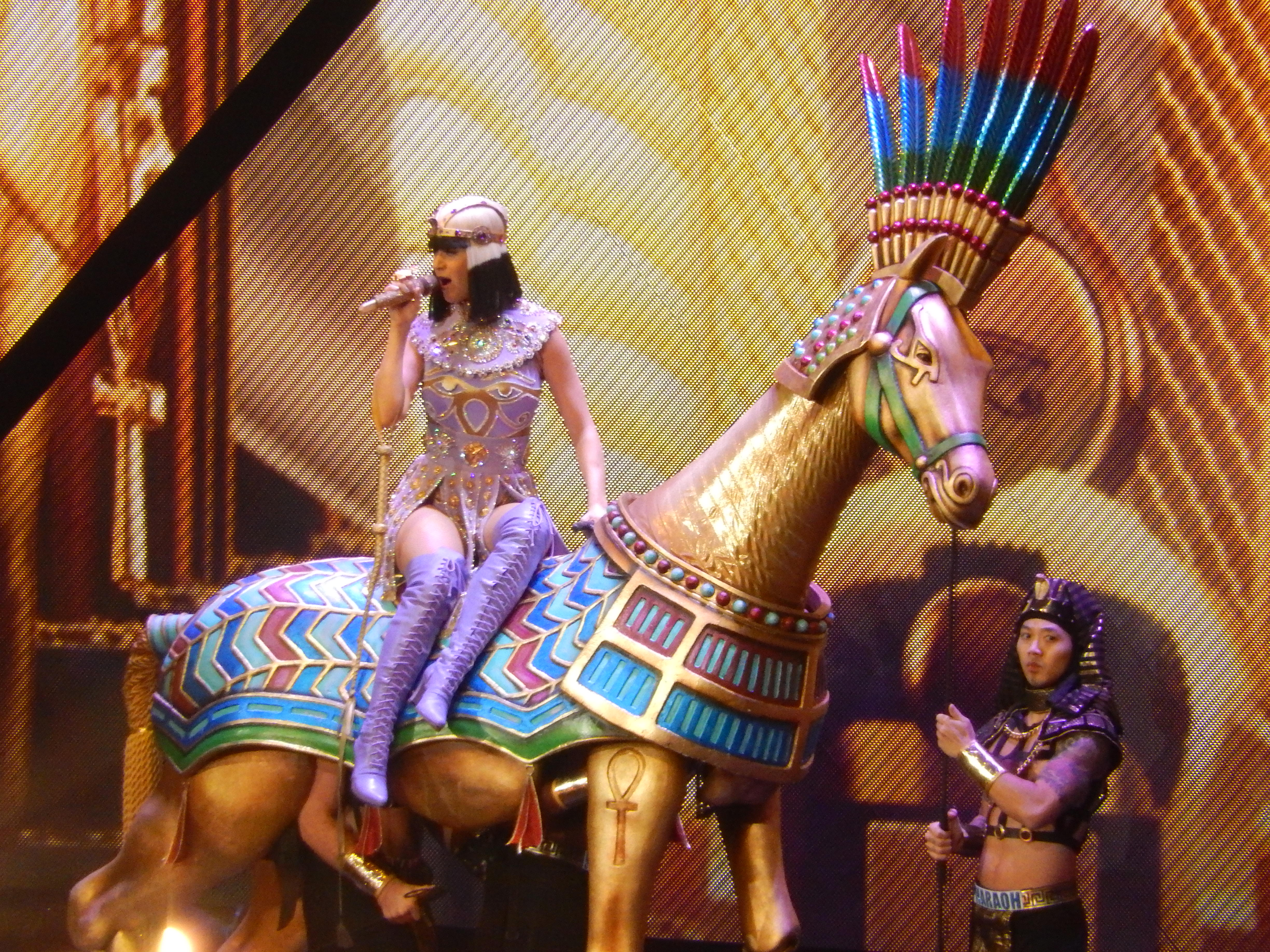
PWT Prudential Center

در سال ۲۰۱۴ در زمان اعطای جوایز گرمی وقتی مجله بیلبورد از جوسی جی در مورد ویدئو موزیک این ترانه سؤال کرد او جواب داد این ویدئو به زودی در دسترس قرار می‌گیرد همچنین اضافه کرد که واقعاً نمی‌توانم چیز زیادی در این باره به شما بگویم قرار است این ویدئو یک سوپرایز بزرگ باشد شما که بقیه ویدئوهای پری را مشاهدی کرده‌اید همیشه عالی است ولی این ویدئو قرار است بزرگ باشد همه چیز در این ویدئو نمرهٔ A را داراست. وقتی این ترانه در در لیست صد آهنگ برتر بیلبورد به مقام زیر ۱۰ رسید پری به‌طور رسمی اعلام کرد که بر روی ویدئو کار می‌کرده‌است. در شش فوریهٔ ۲۰۱۴ پری در تویتر خود اعلام کرد ویدئو به زودی منتشر می‌شود. در ۱۳ فوریه ۲۰۱۴ پری قسمتی از ویدئو را به عنوان تبلیغ در اکانت ویوو خود قرار داد که این ویدئو تمی مصری را دارا بود و پری نقش کیتی پاترا را بازی می‌کرد. ویدئو به‌طور رسمی در ۲۰ فوریهٔ ۲۰۱۴ در دسترس قرار گرفت. کارگردان این ویدئو متیو کالن بود که در گذشته در موزیک ویدئو دختران کالیفرنیا با پری همکاری داشت. موزیک ویدئو این آهنگ اولین ویدئویی از یک زن بود که به ۱ میلیارد بازدید در سایت‌های ویوو و یوتیوب رسید.

## دستاوردها
در جون سال ۲۰۱۵ نماهنگ ترانهٔ اسب تیره توانست پری را به اولین هنرمند زن تبدیل کند که دریوتیوب و ویوو ویدئویی با بازدید ۱ میلیاردی داراست. این ویدئو هم‌اکنون در سایت ویوو دومین ویدئو پربیننده و در یوتیوب سومین ویدئو پربیننده است. این ترانه تا کنون در جهان حدود ۸۸ مدال پلاتنیوم را داراست که این هم یک رکورد حساب می‌شود همچنین توانست نامزد ۵۶ جایزه مختلف در مراسم‌های معتبر جهان از جمله ام‌تی‌وی و بیلبورد شود.
این ازلتع با فروش بیش از ۲۴ میلیونی خود توانست به پرفروش‌ترین آهنگ دیجیتالی جهان تبدیل شود.